# 45261 Decoen
45261 Decoen este un asteroid din centura principală de asteroizi.

## Descriere
45261 Decoen este un asteroid din centura principală de asteroizi. A fost descoperit pe 2 ianuarie 2000 la Gnosca de Stefano Sposetti. El prezintă o orbită caracterizată de o semiaxă mare de 2,47 ua, o excentricitate de 0,19 și o înclinație de 7,3° în raport cu ecliptica.